# Småbørnspædagogik
Småbørnspædagogik er den del af den pædagogiske teori og praksis der retter sig mod det 0 til 8 årige barn. Området dækker de offentlige tilbud til børn; dagtilbud og indskolingen, med det mål at udfolde barnets muligheder. På engelsk bruger man vendingen Early Childhood Education. Hertil mener mange, at man skal tilføje Care, da omsorg er en central den af småbørnspædagogikken.